# Fort Worth Convention Center
Het Fort Worth Convention Center (eerder bekend als het Tarrant County Convention Center) is een congrescentrum en arena in de Amerikaanse stad Fort Worth. Het werd geopend op 30 september 1968 en werd uitgebreid in 1983, 2002 en 2003. De capaciteit bedraagt 11.200 toeschouwers.
Naast het congrescentrum liggen de Fort Worth Water Gardens.

## Geschiedenis
Van 1970 tot 1971 speelden de Dallas Chaparrals hun ABA-thuiswedstrijden in de arena. Tijdens de jaren 90 van de 20e eeuw was de arena de thuisbasis van de ijshockeyteams Fort Worth Fire en Fort Worth Brahmas en de zaalvoetbalclub Fort Worth Cavalry. De Fort Worth Flyers, een basketbalclub uit de NBA Development League, hadden het Fort Worth Convention Center als thuisbasis van 2005 tot 2007.
In 1992 werd de finale van de Davis Cup gespeeld in de arena: de Verenigde Staten versloegen Zwitserland met 3-1 en wonnen hiermee voor de 30e keer de Davis Cup.
De muziekvideo Cunning Stunts van de Amerikaanse metalband Metallica werd opgenomen op 9 en 10 mei 1997 in het Fort Worth Convention Center en werd een jaar later uitgebracht.